# 明徳寺 (名古屋市)
明徳寺（みょうとくじ）は、愛知県名古屋市名東区陸前町にある真宗高田派の寺院。

## 由緒
明徳2年（1391年）に創建されたと伝わる。寛文2年（1662年）、現在地に移転した。本堂は1860年頃に建立されたもの。
山門前右側に下社城址の石碑が建っており、柴田勝家の生誕地として知られている。
本尊は阿弥陀如来。寺宝として柴田勝家像を安置する。本堂左の十王堂には、市指定民俗文化財の木造の十王像がある。

## ギャラリー
- 下社城址
- 柴田勝家生誕地碑
- 本堂
- 明徳寺からの眺望

## 所在地
- 愛知県名古屋市名東区陸前町1310　☎052（701）5787